# The Silver Lining
Pour plus de détails, voir Fiche technique et Distribution.
The Silver Lining est un film américain réalisé par Alan Crosland, sorti en 1932.

## Fiche technique
- Titre : The Silver Lining
- Réalisation : Alan Crosland
- Scénario : Hal Conklin, Gertrude Orr et Claire Corvalho
- Photographie : Robert H. Planck
- Montage : Doris Drought (en)
- Musique : Lee Zahler (en)
- Pays d'origine : États-Unis
- Format : Noir et blanc - 1,33:1 - Mono
- Genre : drame
- Durée : 59 minutes
- Date de sortie : 1932

## Distribution
- Maureen O'Sullivan : Joyce Moore
- Betty Compson : Kate Flynn
- John Warburton : Larry Clark
- Montagu Love : Michael Moore
- Mary Doran : Doris Lee
- Cornelius Keefe : Jerry
- Martha Mattox : Matron
- Wally Albright : Bobby O'Brien
- Grace Valentine : Mme O'Brien
- John Holland : Tommy
- J. Frank Glendon : Juge
- Jane Kerr : Matron
- Mildred Golden : Ella Preston
- Marion Stokes : Edna Joyce
- Helen Gibson : Dorothy Dent
- Tom London : un agresseur à Central Park